# Gaëtan Llorach
Gaëtan Llorach (* 16. Januar 1974 in Saint-Martin-d’Hères) ist ein ehemaliger französischer Skirennläufer. Der dreifache französische Meister in der Kombination nahm 2002 an den Olympischen Winterspielen in Salt Lake City teil und erreichte drei Top-10-Ergebnisse im Weltcup. Aufgrund seiner bulligen Statur erhielt er den Spitznamen „Monster Truck“.

## Biografie

### Juniorenweltmeisterschaften
Gaëtan Llorach startete erstmals 1991 in Geilo an Juniorenweltmeisterschaften und verpasste als Vierter im Super-G nur knapp eine Medaille. Bei seiner zweiten JWM-Teilnahme in Maribor musste er sich mit einem siebenten Rang im Riesenslalom als Topresultat begnügen. Erstmals auf sich aufmerksam machte er im März 1993, als er im Rahmen seiner dritten JWM in Colere zwei Goldmedaillen in Abfahrt und Kombination gewann. Im Slalom sicherte er sich knapp hinter Chip Knight die Silbermedaille. Auch in Super-G und Riesenslalom erzielte er mit den Rängen fünf und sechs Spitzenresultate.

### Weltcup und Verletzungen
Am 29. Januar 1994 gab das 20-jährige Allroundtalent in der Abfahrt von Chamonix sein Weltcup-Debüt. Nach seiner ersten vollen Europacup- und Weltcup-Saison, in der er mit einem zwölften Rang in der Lauberhorn-Kombination seine ersten Weltcuppunkte einfuhr, wurde sein Aufstieg jäh gestoppt. Er erlitt einen Oberschenkelbruch und konnte nach einer Quadrizeps-Verletzung in der folgenden Saison erst im Januar 1997 wieder Rennen bestreiten. Gegen Saisonende krönte er sein Comeback mit seinem ersten Staatsmeistertitel in der Kombination. Diesen Erfolg konnte er 1999 und 2002 wiederholen. In den kommenden Saisonen feierte er drei Europacup-Siege, konnte im Weltcup allerdings nicht an seine Juniorenerfolge anknüpfen. Nach weiteren Verletzungen an den Schulterblättern und am Schlüsselbein wurde er 1999 aus dem französischen Verband entlassen.

### Comeback und Karriereende
Der Sportsoldat im Rang eines Caporal-chef dachte nicht an einen Rücktritt und kämpfte sich auf eigene Faust zurück in den Kader. Im Dezember 2000 belegte er im Slalom von Madonna di Campiglio überraschend den sechsten Rang und qualifizierte sich damit für die Weltmeisterschaften in St. Anton. Dort kam er allerdings über einen 26. Platz nicht hinaus. In der Saison 2001/02 fuhr er dreimal in die Punkteränge und qualifizierte sich mit Rang fünf in der Kombination von Wengen auch für die Olympischen Spiele in Salt Lake City, wo er im ersten Durchgang des Kombinationsslaloms ausschied. Sein bestes Weltcup-Resultat erreichte er am 19. Januar 2003, als er – abermals in Wengen – Vierter wurde. Aufgrund der geringen Teilnehmerzahl wies er jedoch einen Rückstand von fast elf Sekunden auf Sieger Kjetil André Aamodt auf. Bei den Weltmeisterschaften in St. Moritz gelang ihm mit einem neunten Kombinationsrang das mit Abstand beste Ergebnis bei einem Großereignis. 
In den folgenden Wintern kämpfte Llorach im Weltcup mit Nichtqualifikationen und Ausfällen. Erst im Januar 2007 gab er mit einem 22. Slalomrang in Kitzbühel, seinem dritten Punktegewinn auf dem Ganslernhang, ein Lebenszeichen von sich. Einen Monat später belegte er in Garmisch-Partenkirchen noch einmal Rang 16. Im Anschluss an die französischen Meisterschaften 2007 in Les Arcs beendete er im Alter von 33 Jahren seine Karriere. Er bestritt insgesamt 80 Weltcup- und 105 Europacup-Rennen.

## Erfolge

### Weltmeisterschaften
- St. Anton 2001: 26. Slalom
- St. Moritz 2003: 9. Kombination

### Weltcup
- 3 Platzierungen unter den besten zehn

### Weltcupwertungen
| Saison  | Gesamt | Gesamt | Slalom | Slalom | Kombination | Kombination |
| Saison  | Platz  | Punkte | Platz  | Punkte | Platz       | Punkte      |
| ------- | ------ | ------ | ------ | ------ | ----------- | ----------- |
| 1994/95 | 97.    | 28     | 46.    | 6      | 13.         | 22          |
| 1997/98 | 127.   | 7      | 52.    | 7      | –           | –           |
| 1998/99 | 136.   | 6      | 57.    | 6      | –           | –           |
| 2000/01 | 83.    | 54     | 30.    | 54     | –           | –           |
| 2001/02 | 68.    | 78     | 43.    | 33     | 8.          | 45          |
| 2002/03 | 87.    | 50     | –      | –      | 9.          | 50          |
| 2006/07 | 111.   | 24     | 42.    | 24     | –           | –           |

### Europacup
- Saison 1994/95: 8. Abfahrtswertung, 9. Slalomwertung
- Saison 1997/98: 7. Gesamtwertung, 3. Slalomwertung
- Saison 2005/06: 4. Slalomwertung
- 9 Podestplätze, davon 4 Siege:

| Datum             | Ort             | Land       | Disziplin |
| ----------------- | --------------- | ---------- | --------- |
| 7. März 1997      | Les Arcs        | Frankreich | Slalom    |
| 21. Dezember 1997 | Kreischberg     | Österreich | Slalom    |
| 10. Januar 1998   | Donnersbachwald | Österreich | Slalom    |
| 11. März 2006     | Kranjska Gora   | Slowenien  | Slalom    |

### Juniorenweltmeisterschaften
- Geilo/Hemsedal 1991: 4. Super-G, 15. Slalom, 61. Abfahrt
- Maribor 1992: 7. Riesenslalom, 10. Slalom, 18. Super-G, 28. Abfahrt
- Monte Campione/Colere 1993: 1. Abfahrt, 1. Kombination, 2. Slalom, 5. Super-G, 6. Riesenslalom

### Weitere Erfolge
- 3 französische Meistertitel (Kombination 1997, 1999 und 2002)
- 1 Podestplatz im Nor-Am Cup
- 13 Siege in FIS-Rennen